# International Journal of Maritime History
La International Journal of Maritime History (en español: Revista Internacional de Historia Marítima) es una revista académica revisada por pares que abarca todos los aspectos de Historia marítima. Está catalogada como revista de "Clase uno" en el European Reference Index for the Humanities de la Fundación de referencia europea de la Fundación de Ciencia europea ―en inglés: European Science Foundation―. La revista está resumida e indexada en Scopus.
Se fundó en 1989 y comenzó a publicarse por la Asociación de Historia Económica Marítima Internacional. Desde entonces 2013-14 también ha sido publicada por Sage Publications. También publica monografías tituladas Investigación en historia marítima ―en inglés: Research in Maritime History―.
Su fundador y redactor jefe fue Lewis R. Fischer, quién fue sucedido éxito por David Starkey en 2013.